# Trachyzelotes jaxartensis
Trachyzelotes jaxartensis är en spindelart som först beskrevs av Kroneberg 1875.  Trachyzelotes jaxartensis ingår i släktet Trachyzelotes och familjen plattbuksspindlar. Inga underarter finns listade i Catalogue of Life.